# Polyosma tubulosa
Polyosma tubulosa är en tvåhjärtbladig växtart som beskrevs av Schlechter. Polyosma tubulosa ingår i släktet Polyosma och familjen Escalloniaceae. Inga underarter finns listade i Catalogue of Life.